# Stockholm Mean Machines
Gli Stockholm Mean Machines sono una squadra di football americano di Stoccolma, in Svezia; fondati nel 1982, hanno vinto 14 titoli nazionali maschili, 4 femminili di primo livello e 1 femminile di secondo livello.

## Dettaglio stagioni

### Tornei nazionali

#### Campionato

##### Superserien
| Stagione | regular season | regular season | regular season | regular season | regular season | regular season | playoff | playoff | playoff | playoff | playoff | playoff    | playoff              |
|          | Vin            | Par            | Per            | Tot            | PF             | PS             | Vin     | Per     | Tot     | PF      | PS      | risultato  | avversaria           |
| -------- | -------------- | -------------- | -------------- | -------------- | -------------- | -------------- | ------- | ------- | ------- | ------- | ------- | ---------- | -------------------- |
| 2015     | 0              | 0              | 10             | 10             | 54             | 452            | -       | -       | -       | -       | -       | -          | -                    |
| 2017     | 6              | 0              | 4              | 10             | 242            | 251            | 0       | 1       | 1       | 14      | 36      | Semifinale | Örebro Black Knights |
| 2018     | 4              | 0              | 4              | 8              | 238            | 243            | 2       | 0       | 2       | 77      | 55      | Campioni   | Carlstad Crusaders   |
| 2019     | 8              | 0              | 0              | 8              | 177            | 47             | 2       | 0       | 2       | 80      | 41      | Campioni   | Carlstad Crusaders   |
| 2020     | 5              | 0              | 1              | 6              | 174            | 75             | 1       | 1       | 2       | 53      | 20      | SM-finalen | Carlstad Crusaders   |
| 2021     | 2              | 0              | 1              | 3              | 87             | 55             | 1       | 1       | 2       | 30      | 42      | SM-finalen | Örebro Black Knights |
| 2022     | 6              | 0              | 0              | 6              | 220            | 129            | 2       | 0       | 2       | 87      | 30      | Campioni   | Örebro Black Knights |
| Totale   | 31             | 0              | 20             | 51             | 1192           | 1252           | 8       | 3       | 11      | 341     | 224     |            |                      |

Fonti: Enciclopedia del Football - A cura di Roberto Mezzetti

##### Division 1 för damer (primo livello)/Superserien för damer
| Stagione | regular season | regular season | regular season | regular season | regular season | regular season | playoff | playoff | playoff | playoff | playoff | playoff    | playoff              |
|          | Vin            | Par            | Per            | Tot            | PF             | PS             | Vin     | Per     | Tot     | PF      | PS      | risultato  | avversaria           |
| -------- | -------------- | -------------- | -------------- | -------------- | -------------- | -------------- | ------- | ------- | ------- | ------- | ------- | ---------- | -------------------- |
| 2017     | 5              | 0              | 2              | 7              | 202            | 59             | 1       | 1       | 2       | 28      | 30      | SM-final   | Örebro Black Knights |
| 2018     | 5              | 0              | 1              | 6              | 174            | 20             | 0       | 1       | 1       | 12      | 32      | Semifinale | Carlstad Crusaders   |
| 2019     | 0              | 2              | 6              | 8              | 0              | 6              | -       | -       | -       | -       | -       | -          | -                    |
| Totale   | 10             | 2              | 9              | 21             | 376            | 85             | 1       | 2       | 3       | 40      | 62      |            |                      |

Fonti: Enciclopedia del Football - A cura di Roberto Mezzetti

##### Division 1 för damer (secondo livello)
| Stagione | regular season | regular season | regular season | regular season | regular season | regular season | playoff | playoff | playoff | playoff | playoff | playoff              | playoff            |
|          | Vin            | Par            | Per            | Tot            | PF             | PS             | Vin     | Per     | Tot     | PF      | PS      | risultato            | avversaria         |
| -------- | -------------- | -------------- | -------------- | -------------- | -------------- | -------------- | ------- | ------- | ------- | ------- | ------- | -------------------- | ------------------ |
| 2020     | 2              | 0              | 2              | 4              | 52             | 26             | 0       | 1       | 1       | 0       | 62      | Sconfitte al playoff | Jönköping Spartans |
| 2021     | 4              | 0              | 0              | 4              | 100            | 0              | 1       | 0       | 1       | 20      | 6       | Campionesse          | Göteborg Marvels   |
| Totale   | 6              | 0              | 2              | 8              | 152            | 26             | 1       | 1       | 2       | 20      | 68      |                      |                    |

Fonti: Enciclopedia del Football - A cura di Roberto Mezzetti

### Tornei internazionali

#### European Football League (1986-2013)
| Stagione | regular season | regular season | regular season | regular season | regular season | regular season | playoff | playoff | playoff | playoff | playoff | playoff    | playoff        |
|          | Vin            | Par            | Per            | Tot            | PF             | PS             | Vin     | Per     | Tot     | PF      | PS      | risultato  | avversaria     |
| -------- | -------------- | -------------- | -------------- | -------------- | -------------- | -------------- | ------- | ------- | ------- | ------- | ------- | ---------- | -------------- |
| 2005     | 1              | 0              | 0              | 1              | 24             | 19             | 0       | 1       | 1       | 27      | 42      | Semifinale | Lions Bergamo  |
| 2006     | 2              | 0              | 0              | 2              | 49             | 12             | 0       | 1       | 1       | 9       | 42      | Semifinale | Vienna Vikings |
| 2009     | 1              | 0              | 1              | 2              | 54             | 34             | -       | -       | -       | -       | -       | -          | -              |
| 2010     | 0              | 1              | 1              | 2              | 9              | 35             | -       | -       | -       | -       | -       | -          | -              |
| Totale   | 4              | 1              | 2              | 7              | 136            | 100            | 0       | 2       | 2       | 36      | 84      |            |                |

Fonti: Enciclopedia del Football - A cura di Roberto Mezzetti

#### European Club Team Competition
| Stagione | regular season | regular season | regular season | regular season | regular season | regular season | playoff | playoff | playoff | playoff | playoff | playoff   | playoff    |
|          | Vin            | Par            | Per            | Tot            | PF             | PS             | Vin     | Per     | Tot     | PF      | PS      | risultato | avversaria |
| -------- | -------------- | -------------- | -------------- | -------------- | -------------- | -------------- | ------- | ------- | ------- | ------- | ------- | --------- | ---------- |
| 2019     | 0              | 0              | 2              | 2              | 44             | 49             | -       | -       | -       | -       | -       | -         | -          |
| Totale   | 0              | 0              | 2              | 2              | 44             | 49             | -       | -       | -       | -       | -       |           |            |

Fonti: Enciclopedia del Football - A cura di Roberto Mezzetti

### Riepilogo fasi finali disputate
| Anno            | Luogo     | Evento                | Fase del torneo | Incontro                                       | Risultato |
| 2005            |           | EFL                   | Semifinale      | Lions Bergamo - Stockholm Mean Machines        | 42 - 27   |
| 10 giugno 2006  |           | EFL                   | Semifinale      | Vienna Vikings - Stockholm Mean Machines       | 42 - 9    |
| 1º luglio 2017  | Örebro    | Superserien           | Semifinale      | Örebro Black Knights - Stockholm Mean Machines | 36 - 14   |
| 8 luglio 2017   | Örebro    | Division 1 för damer  | SM-finalen      | Örebro Black Knights - Stockholm Mean Machines | 22 - 6    |
| 30 giugno 2018  |           | Superserien för damer | Semifinale      | Stockholm Mean Machines - Carlstad Crusaders   | 12 - 32   |
| 7 luglio 2018   | Stoccolma | Superserien           | SM-finalen      | Carlstad Crusaders - Stockholm Mean Machines   | 41 - 42   |
| 6 luglio 2019   |           | Superserien           | SM-finalen      | Stockholm Mean Machines - Carlstad Crusaders   | 49 - 35   |
| 11 ottobre 2020 |           | Division 1 för damer  | Playoff         | Jönköping Spartans - Stockholm Mean Machines   | 62 - 0    |
| 24 ottobre 2020 | Karlstad  | Superserien           | SM-finalen      | Stockholm Mean Machines - Carlstad Crusaders   | 12 - 14   |
| 10 luglio 2021  | Örebro    | Superserien           | SM-finalen      | Örebro Black Knights - Stockholm Mean Machines | 28 - 14   |
| 2 ottobre 2021  | Stoccolma | Division 1 för damer  | Finale          | Stockholm Mean Machines - Göteborg Marvels     | 20 - 6    |
| 9 luglio 2022   | Örebro    | Superserien           | SM-finalen      | Stockholm Mean Machines - Örebro Black Knights | 52 - 8    |

## Palmarès
- 14 SM-final (1990, 1997, 1998, 1999, 2000, 2002, 2004, 2005, 2006, 2008, 2009, 2018, 2019, 2022)
- 4 Campionati femminili (2012, 2013, 2014, 2015)
- 1 Campionato femminile di secondo livello (2021)
- 1 Dukes Tourney Under-19 (1999)
- 2 Dukes Tourney Under-15 (2011, 2015)
- 2 Dukes Tourney Under-11 (2012[2], 2013)